# Hermantown, Minnesota
Hermantown, Minnesota (енгл. Hermantown) град је у америчкој савезној држави Минесота.

## Демографија
По попису из 2010. године број становника је 9.414, што је 1.966 (26,4%) становника више него 2000. године.
| Група             | 2000.         | 2010.         |
| Белци             | 7.214 (96,9%) | 8.645 (91,8%) |
| Афроамериканци    | 27 (0,4%)     | 225 (2,4%)    |
| Азијати           | 35 (0,5%)     | 116 (1,2%)    |
| Хиспаноамериканци | 47 (0,6%)     | 204 (2,2%)    |
| Укупно            | 7.448         | 9.414         |